# Gare de Joué-lès-Tours
Gare de Joué-lès-Tours vasútállomás Franciaországban, Joué-lès-Tours településen.

## Vasútvonalak
Az állomást az alábbi vasútvonalak érintik:
- Les Sables-d'Olonne–Tours-vasútvonal
- Joué-lès-Tours-Châteauroux-vasútvonal

## Kapcsolódó állomások
A vasútállomáshoz az alábbi állomások vannak a legközelebb:
- Gare de Tours (Gare de Tours, Les Sables-d'Olonne–Tours-vasútvonal)
- Gare de Ballan (Gare de Chinon, Les Sables-d'Olonne–Tours-vasútvonal)
- Gare de la Douzillère (Gare de Loches, Joué-lès-Tours-Châteauroux-vasútvonal)
- Gare de Saint-Pierre-des-Corps